# Stazione di Madonna di Castro
La stazione di Madonna di Castro è una stazione ferroviaria (chiusa al pubblico) situata nel territorio comunale di Ozieri, lungo la ferrovia Cagliari-Golfo Aranci.

## Storia

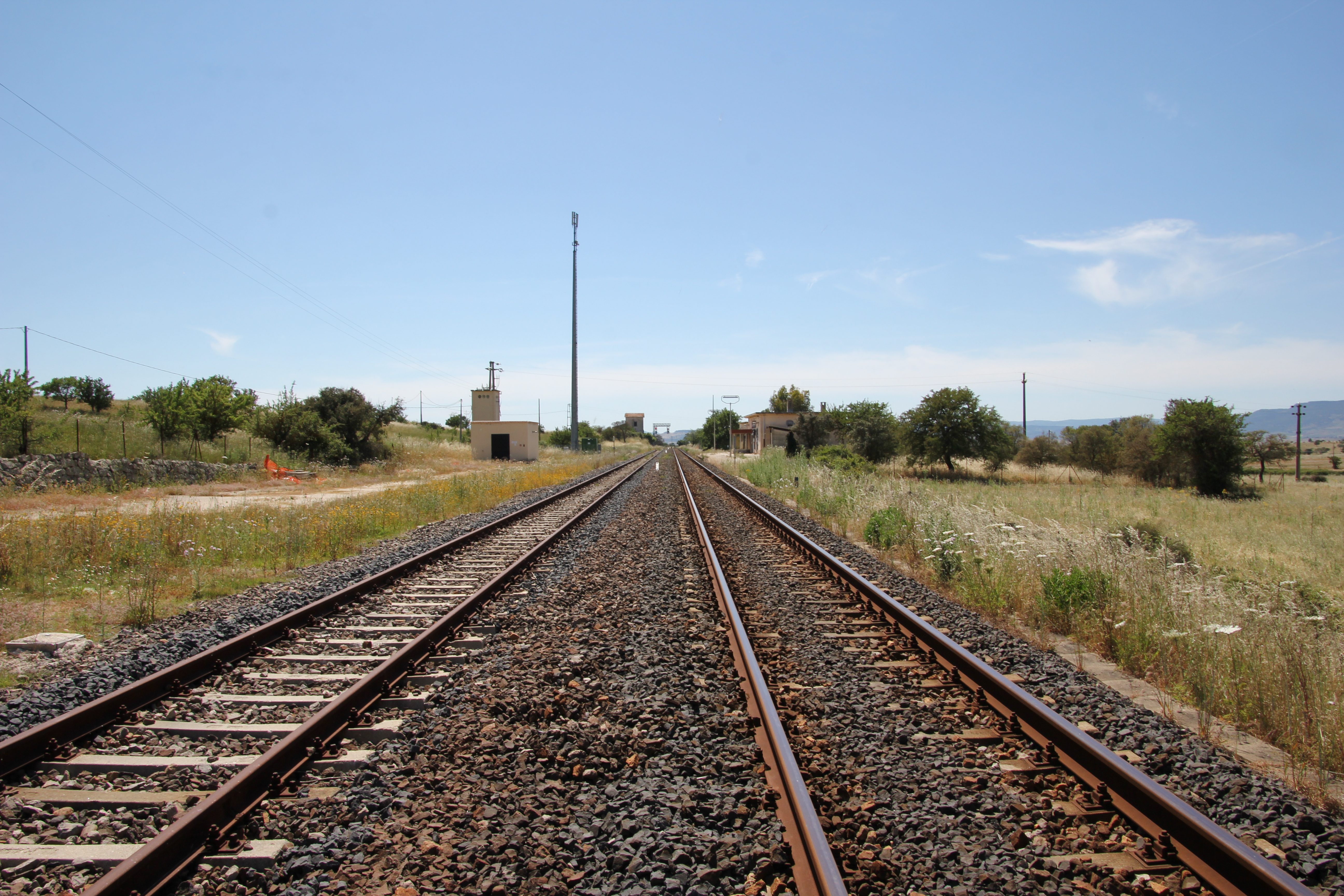
I due binari dell'impianto: la nascita della stazione fu legata principalmente alla necessità di istituire un punto di incrocio per i treni tra Ozieri e Oschiri

La stazione nacque nei primi anni sessanta del Novecento ad opera delle Ferrovie dello Stato, che decisero di costruire un nuovo impianto lungo la Dorsale Sarda nelle campagne al confine tra Ozieri e Oschiri, con finalità prevalenti di servizio (incrocio di treni), sebbene fu impiegata subito anche per il servizio viaggiatori. L'impianto venne denominato Madonna di Castro, riferimento all'ex cattedrale di Nostra Signora di Castro situata a circa cinque chilometri di distanza a nord della stazione.
Lo scalo nel primo decennio di attività fu meta di un ridotto traffico di treni viaggiatori (in media due coppie di corse giornaliere dal 1961 al 1969), lievemente incrementato negli anni settanta. L'impianto venne tuttavia disabilitato a tale servizio tra la fine del decennio e i primi anni ottanta, e da allora è impiegato per incroci fra treni e per altre esigenze di servizio. Dal 2001 gestore dell'impianto è Rete Ferroviaria Italiana, facente parte del gruppo FS.

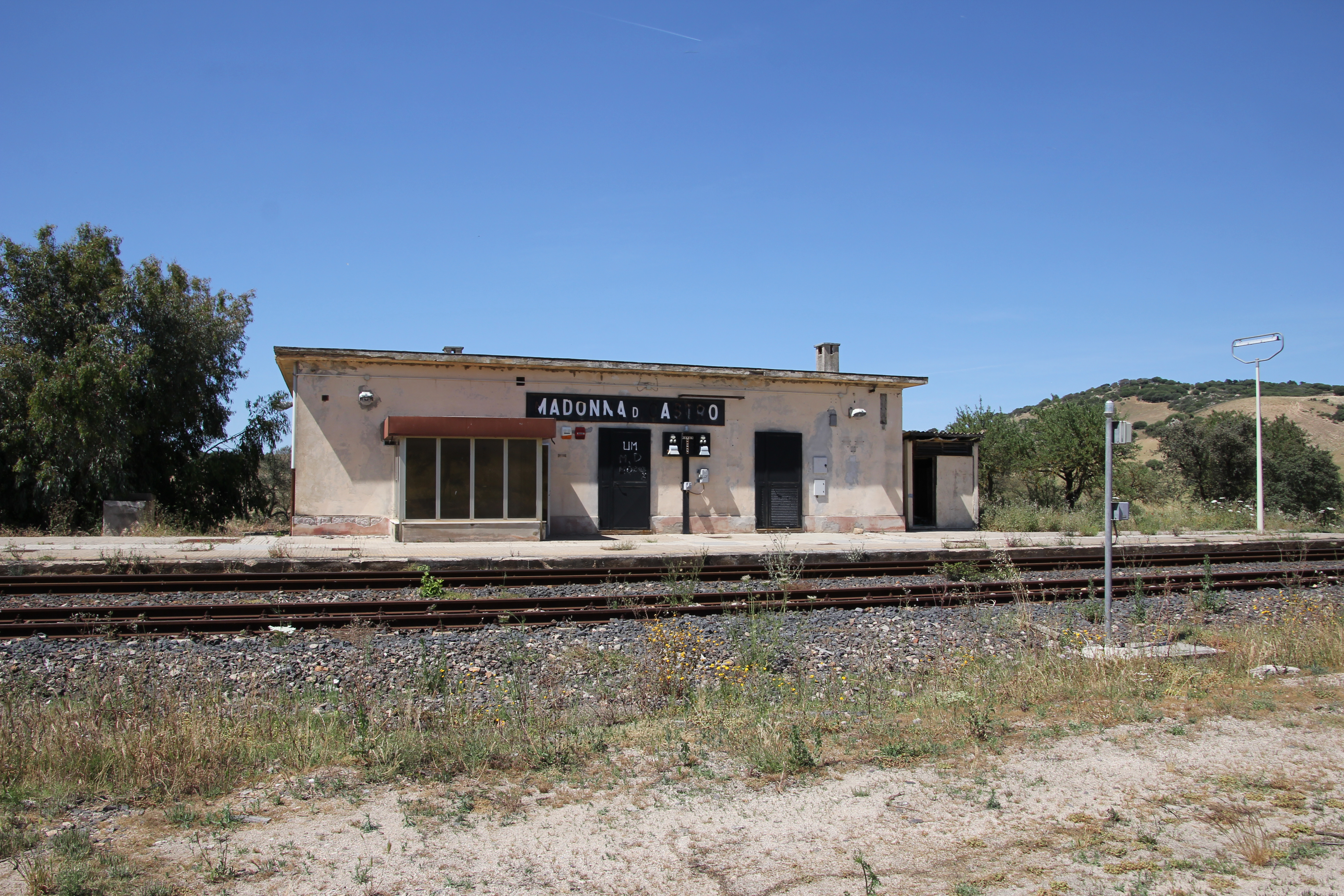
Il fabbricato viaggiatori

## Strutture e impianti
La stazione è dotata di due binari, di cui il primo di corsa ed il secondo passante, entrambi a scartamento da 1435 mm, di cui il primo dotato di una banchina. A nord di questi si trovano gli edifici della stazione, il maggiore dei quali è il fabbricato viaggiatori, costruzione a pianta rettangolare su un singolo piano di sviluppo (accessibile solo al personale ferroviario), con ai lati un piccolo deposito ed il locale dei servizi igienici (anch'essi inaccessibili al pubblico).
L'impianto è impresenziato e la gestione del movimento viene effettuata in remoto dal DCO di Cagliari.

## Movimento

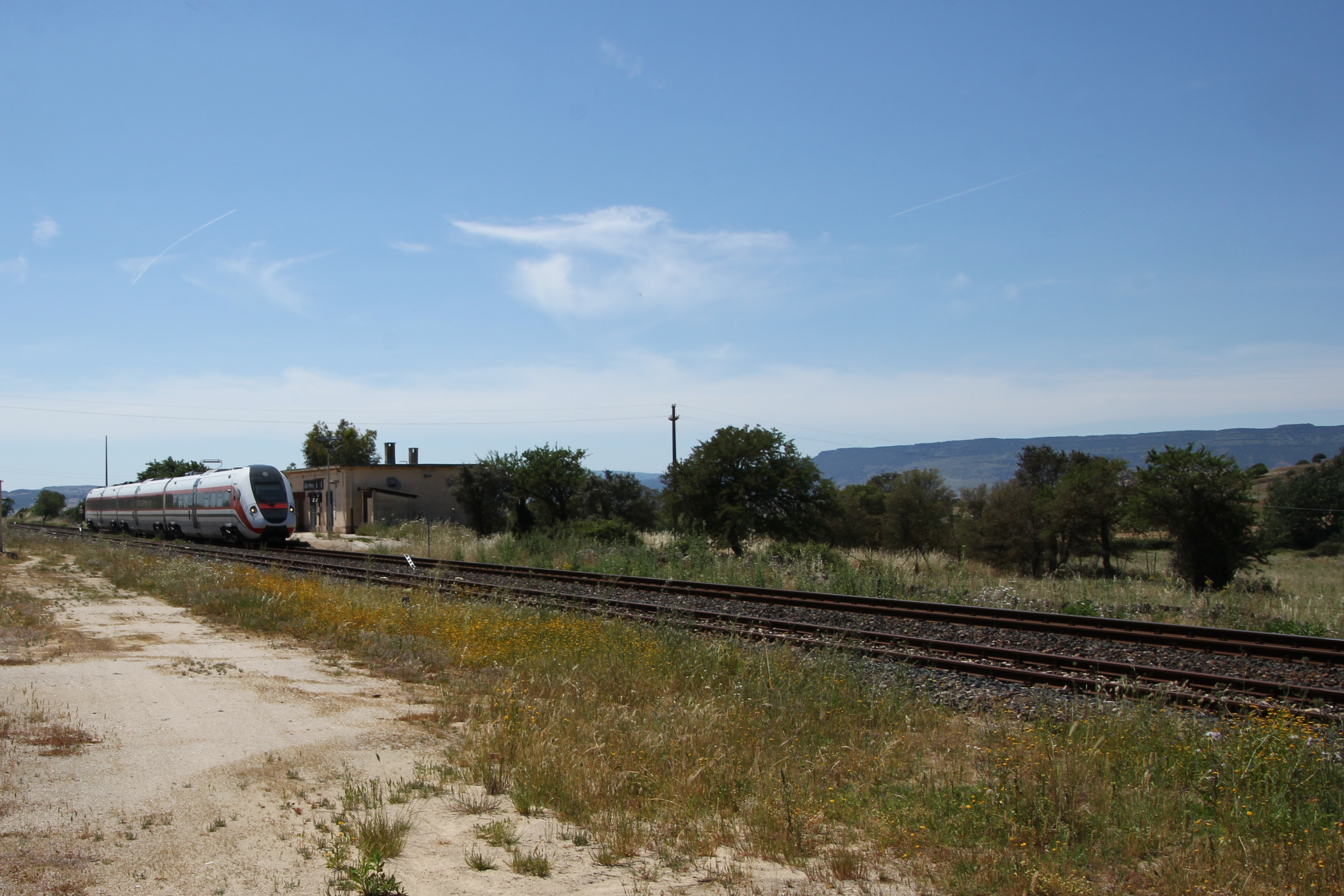
ATR 365 in transito nell'impianto che non è più abilitato al servizio viaggiatori

Servita in passato dai convogli delle FS, la stazione è disabilitata al servizio viaggiatori.